# Вампилов, Александр Валентинович
Алекса́ндр Валенти́нович Вампи́лов (19 августа 1937[…], Черемхово, Иркутская область — 17 августа 1972[…], озеро Байкал) — русский прозаик и драматург.

## Биография
Родители Вампилова проживали в райцентре Кутулик, а до этого три года — в селе Аларь Аларского района Иркутской области.
Вампилов родился 19 августа 1937 года. Хотя часто местом его рождения называют посёлок Кутулик, на самом деле он родился в роддоме соседнего города Черемхово. Считал своей малой родиной село Аларь.
Отец — Валентин Никитич Вампилов (1898—1938) — бурят, по образованию педагог. 17 января 1938 года был арестован, 9 марта расстрелян по приговору «тройки» Иркутского областного управления НКВД. В феврале 1957 года В. Н. Вампилов был посмертно реабилитирован.
Мать — Анастасия Прокопьевна Вампилова-Копылова (1906—1992) — русская, оставшись после гибели мужа с четырьмя детьми, продолжила работать учителем математики в Кутуликской средней школе. Мать оказала решающее влияние на формирование личности А.В. Вампилова.
В 1954 году первая попытка поступить в ИГУ не удалась. Один год Вампилов проработал инструктором струнного кружка в районном Доме культуры.
В 1955—1960 годах учился на филологическом факультете ИГУ.
В октябре 1959 года, учась на пятом курсе, А.В. Вампилов стал литературным сотрудником областной газеты «Советская молодёжь». В этой газете он проработал литсотрудником, заведующим отделом, ответственным секретарём до февраля 1964 года. Покинув редакцию, А. Вампилов не прервал связей с газетой и не раз ездил в командировки по заданиям «Молодёжки».

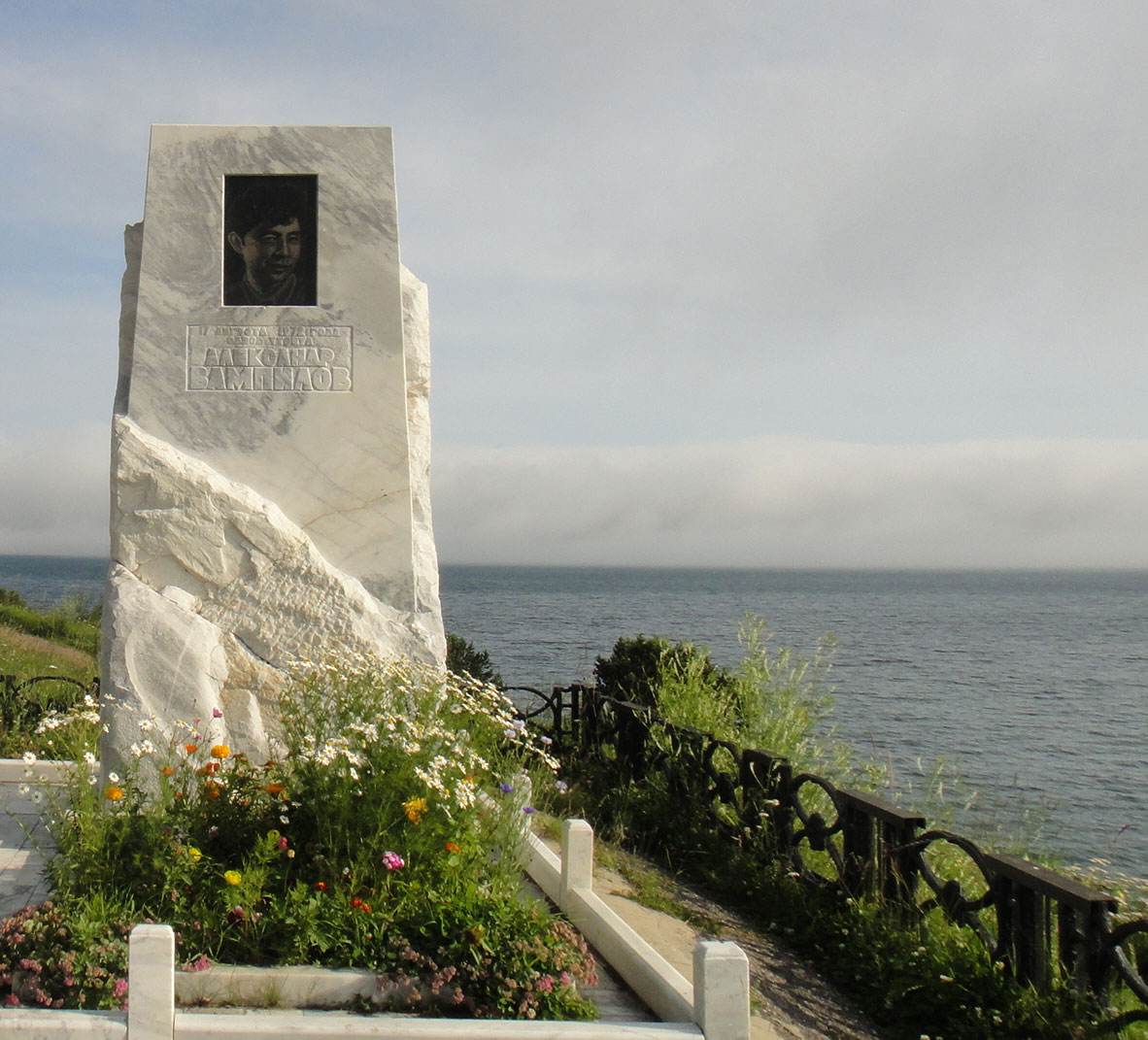
Памятный знак на берегу озера Байкал у места гибели (исток Ангары)

В 1960 году женился на студентке ИГУ Людмиле Добрачёвой, в 1963 году развелся с ней. В 1963 году женился на Ольге Ивановской. В 1966 году у них родилась дочь Елена. Впоследствии она окончила факультет экономики и организации театрального дела Российской академии театрального искусства. В 1995 году у неё родилась дочь Маша — внучка Александра Вампилова.
Осенью 1965 года по итогам Читинского семинара молодых писателей А. В. Вампилов был рекомендован в Союз писателей СССР.

## Творчество
Первый рассказ Вампилова — тогда студента третьего курса — «Персидская сирень» был опубликован (под псевдонимом А. Санин) 1 ноября 1957 года в газете «Иркутский университет». Второй рассказ «Стечение обстоятельств» был напечатан в той же газете 4 апреля 1958 года, а затем в альманахе «Ангара». Этот рассказ дал имя и первой книге Александра Вампилова, которая вышла в свет в 1961 году и включала в себя юмористические рассказы и сцены.
В 1962 году Вампилов написал одноактную пьесу «Двадцать минут с ангелом». В 1963 году создана одноактная комедия «Дом окнами в поле».
В 1964 году написана первая большая пьеса — комедия «Прощание в июне» (к работе над ней драматург возвращался неоднократно: известны четыре варианта пьесы). Попытки автора заинтересовать центральные советские театры её постановкой закончились безуспешно.
Прорывом Вампилова на советскую театральную сцену стала постановка пьесы «Прощание в июне» в 1966 году Клайпедским драматическим театром (главный режиссёр — Повилас Гайдис). Осуществил эту постановку молодой белорусский режиссёр Вадим Допкюнас. Успех клайпедской постановки открыл двери советских театров для творчества Вампилова: так, в 1970 году пьеса «Прощание в июне» шла уже в восьми театрах СССР, хотя пока не в столичных.
В 1965 году Вампилов написал комедию «Старший сын» (первое название «Предместье»). В 1968 году драматург закончил пьесу «Утиная охота». В её сценической судьбе решающую роль сыграл министр культуры Латвийской ССР В.И.Каупуж: пьесу, запрещённую к постановке в Москве, впервые поставили в латышском переводе на сцене Латвийского национального театра в Риге. Потом пьесу взял к постановке Рижский театр русской драмы, а за ним и московские театры.
В 1968 году Вампилов написал одноактную пьесу «История с метранпажем». Эта комедия, объединённая с пьесой «Двадцать минут с ангелом», образует пьесу «Провинциальные анекдоты».
В 1971 году Вампилов завершил работу над драмой «Валентина», но название пришлось поменять, так как, пока пьеса проходила утверждение цензурой, стала широко известна пьеса Михаила Рощина «Валентин и Валентина», написанная позднее. Название было изменено на «Лето красное — июнь, июль, август…» В свой первый однотомник Вампилов включил пьесу под рабочим названием «Прошлым летом в Чулимске» — и после смерти автора оно стало окончательным.
При жизни не был по достоинству оценен современниками. По словам актёра Николая Чиндяйкина, «не только чиновники не видели, что это великая драматургия, — мы тоже не видели. Не вчитывались, не осознавали, не понимали».
Только в 1972 году, после смерти Вампилова, отношение центральных театров к его творчеству начало меняться. Написанные им пьесы поставили московские театр имени Ермоловой, театр имени Станиславского и ленинградский Большой драматический театр.
За время литературной работы Вампилов написал около 70 рассказов, сценок, очерков, статей и фельетонов.
Творчество Вампилова полностью деидеологизировано. Нигде в его художественных произведениях ни разу не употребляются слова «социализм», «коммунизм», «капитализм», «Ленин», «партия» и т. п.
Произведения Вампилова переведены на английский, белорусский, болгарский, венгерский, испанский, китайский, латышский, лезгинский, молдавский, монгольский, немецкий, норвежский, польский, румынский, сербский, словацкий, французский, чешский, эстонский, иврит и другие языки.

## Гибель
17 августа 1972 года, за два дня до 35-летия, Вампилов погиб: лодка с ним перевернулась у берега Байкала. Он поплыл к берегу и умер в воде, вероятно, от переохлаждения.
На его рабочем столе осталась лежать неоконченная работа — водевиль «Несравненный Наконечников». 
Похоронен  на Радищевском кладбище в Иркутске. В 1973 году на могиле был установлен памятник — камень с автографом.
Вблизи места смерти, на берегу озера Байкал, в посёлке Листвянка установлен памятник писателю.

## Награды
- Лауреат премии Иркутского комсомола имени Иосифа Уткина за пьесу «Прощание в июне» (1972, посмертно).

## Память

Памятник Александру Вампилову, Виктору Розову и Александру Володину. Скульптор А. С. Чаркин, двор Московского театра Олега Табакова

- Именем Вампилова назван астероид (3230) Вампилов[15].
- В 1977 году в посёлке Кутулик улица, в доме на которой жил Александр Вампилов, переименована в улицу Вампилова.
- В 1987 году имя Александра Вампилова было присвоено Иркутскому театру юного зрителя. На здании театра установлена мемориальная доска.
- В Кутулике расположен Дом-музей А. В. Вампилова (координаты вверху страницы) и Центральная библиотека Аларского района его имени.
- В 1987 году имя Александра Вампилова было присвоено новой улице в микрорайоне Первомайский Иркутска, на жилом доме было установлено панно — портрет Александра Вампилова (художник — Квасов Юрий Николаевич), в 2007 году, к 70-летию драматурга, у дома с панно открыт сквер имени Александра Вампилова[16].
- В 1987 году в Иркутске на доме улица Дальневосточная, 57/А, в котором с 1967 по 1972 год жил А. В. Вампилов, установлена мемориальная доска в его честь[17].
- C 1987 года в Иркутске проводятся театральные фестивали, которые первоначально назывались «Вампиловские дни», «Байкальские встречи у Вампилова». С 1997 года фестивалю присвоен статус Всероссийского[18]. С 2001 года утвердилось современное наименование — Всероссийский театральный фестиваль современной драматургии им. Александра Вампилова[19].
- В 1997 году в Иркутске на здании административного корпуса Иркутского университета, где учился Александр Вампилов, установлена мемориальная доска в его честь[20].
- Имя Александра Вампилова носит теплоход на Байкале и Иркутский областной фонд.[21]
- В 2003 году в Иркутске в сквере Драматического театра имени Охлопкова был открыт первый памятник Александру Вампилову работы московского скульптора Михаила Переяславца. Идея памятника принадлежит иркутскому поэту Геннадию Гайде.
- В 2007 году, к 70-летию драматурга, в городе Черемхово на здании роддома была установлена мемориальная доска в честь Александра Вампилова[22].
- В 2007 году в Москве во дворе театра «Табакерка» был установлен памятник Александру Вампилову (скульптурная композиция «Драматурги Вампилов, Розов, Володин»)[23].
- В 2012 году в Черемхове Иркутской области был установлен памятник Александру Вампилову[24].
- В 2012 году в Кутулике Иркутской области был установлен памятник Александру Вампилову работы улан-удэнского скульптора Болота Цыжипова[25].
- В 2012 году в Иркутске был открыт Культурный центр Александра Вампилова, в котором можно ознакомиться с коллекцией личных вещей писателя.
- В 2018 году в прокат вышел первый художественный фильм об Александре Вампилове — «Облепиховое лето». Главную роль исполнил Андрей Мерзликин.
- Осенью 2023 года состоялась онлайн-премьера документального фильма об Александре Вампилове «Саня, драматург», автор сценария и режиссёр — Анастасия Зверькова[26].

## Произведения

### Драматургия

#### Многоактные пьесы
- «Прощание в июне» (1966)
- «Старший сын» (1968)
- «Утиная охота» (1970)
- «Прошлым летом в Чулимске» (1972)

#### Одноактные пьесы
- «Дом окнами в поле» (1964)
- «Сто рублей новыми деньгами» (первоначальный вариант пьесы «Двадцать минут с ангелом», сер. 1960-х)
- «Воронья роща» (первоначальный вариант пьесы «История с метранпажем», сер. 1960-х)
- «Провинциальные анекдоты» (1970). «Трагикомическое представление в двух частях»:
Анекдот первый. «История с метранпажем»
Анекдот второй. «Двадцать минут с ангелом»
- «Успех» (инсценировка одноимённого рассказа) (1970)
- «Несравненный Наконечников» (2 картины из неоконченной пьесы, 1972)

#### Короткие сцены
- «Месяц в деревне, или Гибель одного лирика»
- «Цветы и годы»
- «Свидание»: Сценка из нерыцарских времён
- «Исповедь начинающего»: Психологический этюд
- «Квартирант» (неоконченная комедия)
- «Кладбище слонов»
- «Процесс»
- «Рафаэль»

### Проза
- «Из записных книжек»
- «Письма»
- «Стечение обстоятельств» (1961)

## Постановки
В 1976 году — по пьесе «Прощание в июне» был поставлен спектакль в Рижском ТЮЗе.
В 2016 году по пьесе «Старший сын» был поставлен спектакль в Кировском драматическом театре]. Режиссер — К. Солдатов.
В 2017 году по пьесе «Прошлым летом в Чулимске» поставлен спектакль в Молодежном театре на Фонтанке.

## Фильмы по пьесам
- 1975 — Прошлым летом в Чулимске
- 1976 — Старший сын
- 1979 — История с метранпажем (по пьесе «Провинциальные анекдоты»)
- 1979 — Дом окнами в поле (С. Любшин, И. Купченко, реж. Г. Павлов)
- 1979 — Отпуск в сентябре (по пьесе «Утиная охота»)
- 1980 — Эндшпиль (короткометражный фильм по одноименному рассказу) Реж. В. Бутурлин. 
 В ролях: О. Борисов, М. Рождественская, Е. Баранов.
- 1981 — Несравненный Наконечников
- 1981 — Валентина (по мотивам пьесы «Прошлым летом в Чулимске»)
- 1989 — Двадцать минут с ангелом (по одной новелле из «Провинциальных анекдотов»)
- 1990 — Провинциальный анекдот (по одной новелле из «Провинциальных анекдотов»)
- 2003 — Прощание в июне
- 2006 — Старший сын (англ. Elder son)
- 2011 — Свидание (короткометражный фильм по одноименному произведению)[28]
- 2014 — Прошлым летом в Чулимске — режиссёр Виктор Демент
- 2015 — Райские кущи (по пьесе «Утиная охота»)

## В музыке
- 1983 — опера «Старший сын», композитор Геннадий Гладков, Московский академический музыкальный театр им. К. С. Станиславского и В. И. Немировича-Данченко[29].